# Zimmerit

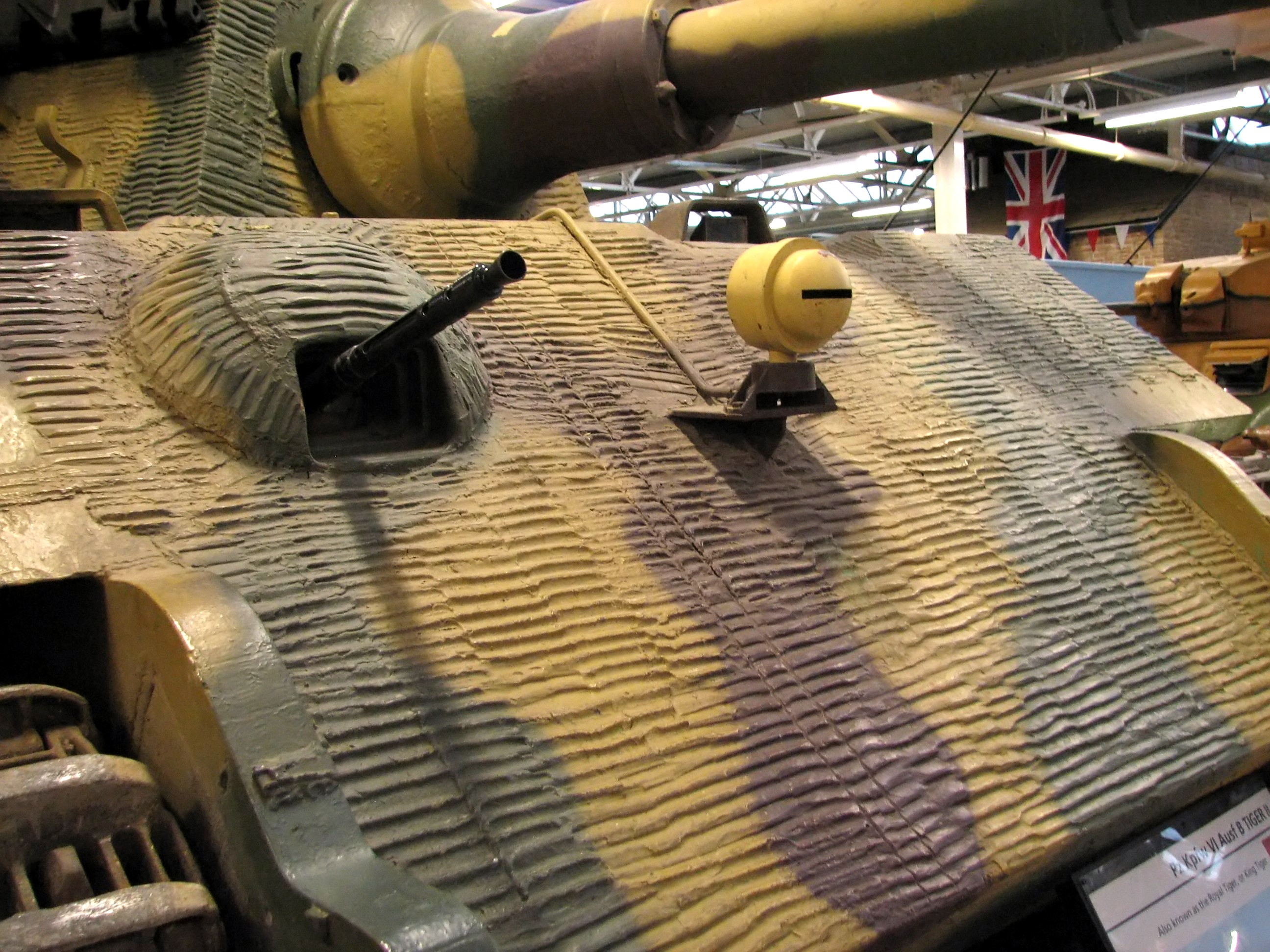
帶有Zimmerit抗磁性塗層的虎王坦克。

Zimmerit抗磁性塗層是第二次世界大戰期間，德軍裝甲戰鬥車輛用於對應能以磁力吸附的反坦克地雷的塗層。但德國卻是當時唯一一個使用磁性地雷的國家。此抗磁性塗層的名字正是來自製造此塗料的公司。

## 簡介
第二次世界大戰時德國人研發了一種磁鐵反坦克手雷，這是一種採用錐形裝葯而另一面有三個磁鐵可以吸付在坦克表面，使用時祇要在敵人坦克表面把磁鐵反坦克手雷的磁鐵吸在其上再拉另一面的火繩（如同拉動木柄手榴彈），士兵就可以走開，磁鐵反坦克手雷會在7秒後引爆，德國軍方怕會被盟軍仿製而被拿來對付德軍自己的坦克，故下令由1943年9月開始要在德軍自己的坦克表面塗上一層Zimmerit，其作用是在坦克表面作為一層非金屬塗層令磁鐵反坦克手雷不能吸付於其表面。
Zimmerit塗層由硫酸鋇、黏合劑、鋸末、硫化鋅和赭石色顏料組成再用丙酮作為溶劑再攪拌而成泥狀物，再用小鏟等工具塗在坦克表面，為了儘量減少塗層和磁鐵反坦克手雷的接觸面積，表面會被劃成凹凸不平的坑紋，這些坑紋有華夫餅乾狀等不同形狀。
當完成後需要使用噴燈加熱固化，整個工期大約是兩到三天，這些工序通常在工廠完成也會交由部隊在駐地完成，塗上Zimmerit塗層的坦克其表面的反光也會被減少從而在遠處更難被發現。
後來發現盟軍並無仿製磁鐵反坦克手雷（但是英軍在1940年開發了黏性炸彈，該炸彈主要以強力黏合劑做為吸附物，故此裝甲對該炸彈無效），故Zimmerit塗層在1944年9月被廢止。
然而在太平洋戰區中，日軍也發明了一種磁鐵反坦克手雷，美軍為此將木板釘在M4雪曼坦克的裝甲表面也能擁有同樣效果。